# Svartsjön, Dalsland
Svartsjön är en sjö i Färgelanda kommun i Dalsland och ingår i Göta älvs huvudavrinningsområde. Sjöns area är 0,021 kvadratkilometer och den befinner sig 118 meter över havet.